# Liste des épisodes des Sorciers de Waverly Place

Cette page recense la liste des épisodes de la série télévisée et du film Les Sorciers de Waverly Place.

## Saison 1 (2007-2008)
1. Les 10 minutes de folie (The Crazy 10 Minutes Sale)
2. Premier baiser (First Kiss)
3. L'Amour en chocolat (I Almost Drowned in a Chocolate Foutain)
4. Un petit boulot magique (New Employee)
5. Une soirée désenchantée (Disenshanted Evening)
6. Tapis, mon beau tapis ! (You Can't Always Get What You Carpet)
7. Le Jeu de la vérité (Alex's Choice)
8. Attention chien dragon (Curb Your Dragon)
9. Alex fait son cinéma (Movies)
10. Zappe le bouton ! (Pop Me and We Both Go Down)
11. Potion tragique (Potion Commotion)
12. La Petite Sœur de Justin (Justin's Little Sister)
13. Le Château des Sorciers - Partie 1 (Wizard School - Part 1)
14. Le Château des Sorciers - Partie 2 (Wizard School - Part 2)
15. La Batte enchantée (The Supernatrual)
16. Entre tonton et papa (Alex in the Middle)
17. Les Cobayes (Report Card)
18. Idées volées (Credit Check)
19. Les Amoureux d'Alex (Alex's Spring Fling)
20. Telle mère, telle fille (Quinceanera)
21. Tableaux vivants (Art Museum Piece)

## Saison 2 (2008-2009)
1. Le Super Quiz (Smarty Pants)
2. Quand on parle du loup garou (Beware Wolf)
3. Le Journal intime d'Alex (Graphic Novel)
4. La Course (Racing)
5. Maximan (Alex's Brother, Maximan)
6. Magitech en péril - Partie 1 (Saving WizTech - Part 1)
7. Magitech en péril - Partie 2 (Saving WizTech - Part 2)
8. La Révélation (Harper Knows (A Wizard Outing))
9. Souvenir d'enfance (Taxi Dance)
10. Bébé Cupidon (Baby Cupid)
11. Le Plan B du Futur (Make It Hapen (Plan B))
12. Conte de fées (Fairy Tale)
13. La Robe enchantée (Fashion Week)
14. La Main secourable (Helping Hand)
15. La Prof d'art plastique (Art Teacher)
16. Voyage dans le temps (Future Harper)
17. Alex fait le bien (Alex Does Good)
18. La Fugue enchantée (Hugh's Not Normous)
19. Risque d'orage sur Waverly Place (Don't Rain on Justin's Parade - Earth)
20. Jeu en famille (Family Game Night)
21. Sans Parole (Justin's New Girlfriend)
22. Prof, ma prof (My Tutor, Tutor)
23. Tableau Magique (Paint by Committee)
24. Sorcier d'un jour (Wizard for a Day)
25. La Vie de croisière des Russo (1re partie de La Vie de croisière ensorcelante d'Hannah Montana) (Castaway to Another Show)
26. Sensation (Wizards vs. Vampires on Waverly Place)
27. Vénération (Wizards vs. Vampires: Tasty Bites)
28. Séparation (Wizards vs. Vampires: Dream Date)
29. Résurrection (Wizards & Vampires vs. Zombies)
30. Le Nouvel Examen (Retest)

## Saison 3 (2009-2010)
1. Frankengirl (Franken Girl)
2. Halloween (Halloween)
3. La Chasse aux monstres (Monster Hunter)
4. La Fiancée en danger (Three Monsters)
5. La Nuit au musée (Night at the Museum)
6. La Maison de poupée (Doll House)
7. Le marathon d'Harper (Marathoner Helper)
8. Un garçon sous le charme (Alex Charms a Boy)
9. Les Sorciers contre les loups-garous (Wizards vs. Werevolves)
10. Positive à tout prix (Positive Alex)
11. La Colle (Detention Election)
12. Un petit air de Shakira (Dude Looks Like Shakira)  (épisode spécial avec Shakira)
13. Le Concert des Arrrghh (Eat to the Beat)
14. Mise à l’écart (Third Wheel)
15. Révolution chez les sorciers (The Good, The Bad and The Alex)
16. Western (Western Show)
17. Le Prix de la citoyenneté (Alex's Logo)
18. Le Banquet (Dad's Buggin' Out)
19. Le Secret de Max (Max's Secret Girlfriend)
20. Le Temps des amours (Alex Russo, Matchmaker?)
21. Un autre Justin (Delinquent Justin)
22. Le Capitaine Jim Bob Sherwood (Captain Jim Bob Sherwood)
23. Sorciers contre Finkle (Wizards vs. Finkles)
24. Un monde sans contradiction (All About You-Niverse)
25. Oncle Ernesto (Uncle Ernesto)
26. Tourner la page (Moving On)
27. Alex sauve Mason (Wizards Unleashed)
28. Les Sorciers contre le gouvernement (Wizards Exposed)

## Saison 4 (2010-2012)
Voici la liste des épisodes de la saison 4, :
1. La Faute ultime (Alex Tells the World)
2. Alex abandonne (Alex Gives Up)
3. Sans les pouvoirs... (Lucky Charmed)
4. Voyage au centre de Mason (Journey to the Center of Mason)
5. Opération compétition (Three Maxes and a Little Lady)
6. La Petite Fille à son papa (Daddy's Little Girl)
7. Rosie (Everything's Rosie for Justin)
8. Danse avec les anges (Dancing with Angels)
9. Les Sorciers contre les anges (Wizards vs. Angels)
10. Le Retour de Max (Back to Max)
11. La Découverte de Zeke (Zeke Finds Out)
12. Attention aux vœux (Magic Unmasked)
13. Rencontre avec les loups-garous (Meet the Werewolves)
14. La Coupe des bêtes (Beast Tamer)
15. Sorcier de l'année (Wizard of the Year)
16. La Prédiction (Misfortune at the Beach)
17. Les sorciers sauvent le monde ! (Wizard vs. Astroid)
18. Le Retour de Justin (Justin's Back In)
19. Alex marionnettiste (Alex the Puppetmaster)
20. Le Clone de Harper (My Two Harpers)
21. Les Sorciers de l'appartement 13 B (Wizards of Apartment 13B)
22. La Colocataire fantôme (Ghost Roommate)
23. Le Bal des zombies (Get Along, Little Zombie)
24. Seuls contre tous (Wizards vs. Everything)
25. Voyage dans le passé (Rock Around the Clock)
26. Il était une fois (Harperella)
27. Le Dernier Sorcier de la famille (Who Will Be the Family Wizard) (épisode en 2 parties)

## Le retour des sorciers: Alex vs Alex(2013)
Alex est devenue la sorcière de la famille mais on lui demande toujours de changer ou de grandir un peu et elle ne  peut pas utiliser la magie comme elle le voudrait. Sous les conseils de Dominique, un puissant sorcier qui dit travailler avec Justin, Alex va se séparer de ses mauvais côtés qui vont se retrouver prisonnier d’un miroir. Mais la méchante Alex va s’échapper et, au côté de Dominique, va tenter de créer un monde composé uniquement de sorciers. Pour cela, elle va d’abord enfermer les membres de la famille Russo ainsi que Mason et Harper dans des gemmes autour de son bracelet pour forcer l’autre Alex à jeter le sort qui fera fonctionner la machine créer par Dominique pour faire disparaître les non sorciers. Mais Alex, aidée de Mason qui a réussi à s’echapper, va tenter de sauver encore une fois le monde.